# Almedinilla
Almedinilla is een gemeente in de Spaanse provincie Córdoba in de regio Andalusië met een oppervlakte van 56 km². In 2007 telde Almedinilla 2510 inwoners.

## Demografische ontwikkeling
Bron: INE, 1857-2011: volkstellingen
Opm.: Tot 1857 behoorde Almedinilla tot de gemeente Priego de Córdoba